# Amiel Shomrony
Amiel Shomrony (nato Emil Schwarz; in ebraico: עמיאלרומי) (Županja, 1917 – Israele, 2009) è stato un superstite dell'Olocausto croato naturalizzato israeliano che durante la seconda guerra mondiale lavorava come segretario del rabbino capo di Zagabria.

## Biografia
Nacque nel 1917, figlio del medico Milan Schwartz. All'età di 13 anni rimase orfano della madre Lora, morta di cancro. Prima della seconda guerra mondiale studiò per diventare veterinario. Nel 1941, dopo l'invasione tedesca della Jugoslavia, Shomrony e la sua famiglia furono protetti da Dido Kvaternik, capo della polizia ustascia.
Dopo la nascita dello Stato indipendente di Croazia e la promulgazione delle leggi razziali, fu costretto a interrompere gli studi. Fu impiegato presso la municipalità ebraica di Zagabria come segretario del rabbino capo Miroslav Šalom Freiberger. A metà del 1943, fuggì da Zagabria, poco prima che gli ebrei rimasti in città fossero deportati ad Auschwitz. Il percorso per la fuga portò Shomrony, sua moglie, sua figlia e suo padre da Zagabria a Budapest, attraverso la Romania e la Bulgaria fino a Istanbul, e nel 1944 arrivarono in Palestina.
Shomrony indicò per due volte, nel 1970 e nel 1994, l'arcivescovo di Zagabria Aloysius Stepinac come Giusto tra le Nazioni. Nel 1996 tornò in Croazia per partecipare a una conferenza su Stepinac, durante la visita è apparso nel film documentario Svjedok istine.
Shomrony morì in Israele nel 2009.

## Opere
- My roots [Moji korijeni].[5][6][7]
- Moj život i rad u Izraelu.[6][7]
- (HR) Shomrony i Stepinac (PDF),  pp. 28-29, ISSN 1331-9124 (WC · ACNP).